# Леуріс Пупо
Леуріс Пупо  (ісп. Leuris Pupo, 9 квітня 1977) — кубинський стрілець, олімпійський чемпіон.

## Виступи на Олімпіадах
| Олімпіада           | Дисципліна                          | Місце |
| ------------------- | ----------------------------------- | ----- |
| Сідней 2000         | швидкострільний пістолет, 25 м      | =9    |
| Афіни 2004          | швидкострільний пістолет, 25 м      | =7    |
| Пекін 2008          | швидкострільний пістолет, 25 м      | 7     |
| Лондон 2012         | швидкострільний пістолет, 25 м      | 1     |
| Ріо-де-Жанейро 2016 | швидкострільний пістолет, 25 метрів | 5     |
| Токіо 2020          | швидкострільний пістолет, 25 метрів | 2     |
| Париж 2024          | швидкісний пістолет, 25 метрів      | 16    |